# 배드키드제이
배드키드제이는 대한민국의 래퍼다.

## 방송
- 랩컵 (2024) - Top8(5위)

## 음반
- Bad LIfe (2023)

## 기타
- J.holy <DAWG> (2023) - 피처링/작사